# Sam Craigie
Sam Craigie (n. 29 decembrie 1993, Wallsend, Anglia, Regatul Unit) este un jucător englez de snooker. A devenit campion mondial de tineret în 2010.